# Supersport 300-VM 2017
Supersport 300-VM 2017 arrangeras av Internationella motorcykelförbundet. Världsmästerskapet avgjordes över 9 omgångar. Säsongen inleddes den 2 april på Motorland Aragon  och avslutades den 22 oktober. Supersport 300 körs vid en del av tävlingshelgerna för Superbike och Supersport. Säsongen 2017 var premiär för den nya VM-klassen Supersport 300.

## Godkända motorcyklar
| Moturcykel         | Minimivikt | Maxvarvtal |
| ------------------ | ---------- | ---------- |
| Honda CBR 500 R    | 150 kg     | 10.500 rpm |
| Kawasaki Ninja 300 | 140 kg     | 13.000 rpm |
| KTM RC 390         | 136 kg     | 10.500 rpm |
| Yamaha YZF-R3      | 140 kg     | 13.000 rpm |

## Tävlingskalender och heatsegrare
Tävlingskalendern för Supersport 300 innehöll nio deltävlingar som alla gick i Europa.
| Datum   | Bana        | Vinnare         | Märke    |
| ------- | ----------- | --------------- | -------- |
| 2/4     | Aragón      | Scott Deroue    | Kawasaki |
| 29-30/4 | Assen       | Scott Deroue    | Kawasaki |
| 14/5    | Imola       | Marc García     | Yamaha   |
| 28/5    | Donington   | Mika Perez      | Honda    |
| 18/6    | Misano      | Mika Perez      | Honda    |
| 20/8    | Lausitzring | Alfonso Coppola | Yamaha   |
| 18/9    | Algarve     | Ana Carrasco    | Kawasaki |
| 1/10    | Magny-Cours | Marc García     | Yamaha   |
| 22/10   | Jerez       | Galang Hendra   | Yamaha   |

## Mästerskapsställning
Slutställning efter 9 deltävlingar:
1. Marc García, 139 p.
2. Alfonso Coppola, 138 p.
3. Scott Deroue, 111 p.
4. Mika Perez, 104 p.
5. Daniel Valle, 85 p.
6. Borja Sánchez, 85 p.
7. Robert Schotman, 78 p.
8. Ana Carrasco, 59 p.
9. Dorrien Loureiro, 59 p.
10. Mykyta Kalinin,  44 p.

## Startlista
Officiell startlista. Ersättningsförare markeras med rosa bakgrund och wildcardförare med grön bakgrund.
| Nr  | Förare                    | Nation         | Team                                    | Motorcykel         |
| --- | ------------------------- | -------------- | --------------------------------------- | ------------------ |
| 2   | Ana Carrasco              | Spanien        | ETG Racing                              | Kawasaki Ninja 300 |
| 4   | Finn De Bruin             | Nederländerna  | Pearle Gebben Racing                    | Yamaha YZF-R3      |
| 6   | Robert Schotman           | Nederländerna  | GRT Yamaha WorldSSP300 Team             | Yamaha YZF-R3      |
| 7   | Nicola Settimo            | Italien        | 2R Road Racing                          | Yamaha YZF-R3      |
| 9   | Ruben Doorakkers          | Nederländerna  | MVR Racing                              | Yamaha YZF-R3      |
| 11  | Nicolas Cupaioli          | Italien        | 3ENNE#Racing                            | Yamaha YZF-R3      |
| 12  | Ali Adriansyah Rusmiputro | Indonesien     | Team Pertamina Circuito de Almeria      | Yamaha YZF-R3      |
| 13  | Jacopo Facco              | Italien        | 2R Road Racing                          | Yamaha YZF-R3      |
| 14  | Enzo de la Vega           | Frankrike      | GRT Yamaha WorldSSP300 Team             | Yamaha YZF-R3      |
| 15  | Alfonso Coppola           | Italien        | SK Racing                               | Yamaha YZF-R3      |
| 16  | Tim Georgi                | Tyskland       | Freudenberg Racing-Team                 | Yamaha YZF-R3      |
| 17  | Gabriel Noderer           | Tyskland       | Scuderia Maranga Racing                 | Honda CBR 500 R    |
| 18  | Alex Murley               | Storbritannien | Team Toth                               | Yamaha YZF-R3      |
| 20  | Dorren Loureiro           | Sydafrika      | DS Junior Team                          | Kawasaki Ninja 300 |
| 20  | Dorren Loureiro           | Sydafrika      | DS Junior Team                          | Yamaha YZF-R3      |
| 21  | Avalon Biddle             | Nya Zeeland    | Sourz Foods - Benjan Racing             | Kawasaki Ninja 300 |
| 22  | Mykyta Kalinin            | Ukraina        | Team MotoXRacing                        | Yamaha YZF-R3      |
| 23  | Manuel Bastianelli        | Italien        | 3570 Made in CIV                        | Kawasaki Ninja 300 |
| 25  | Borja Sánchez             | Spanien        | Halcourier Racing                       | Yamaha YZF-R3      |
| 26  | Luke Hopkins              | Storbritannien | Hopkins Racing                          | Kawasaki Ninja 300 |
| 27  | Filippo Rovelli           | Italien        | ParkingGo DS Junior Team                | Kawasaki Ninja 300 |
| 28  | Paolo Giacomini           | Italien        | Terra E Moto                            | Yamaha YZF-R3      |
| 33  | Daniel Valle              | Spanien        | Halcourier Racing                       | Yamaha YZF-R3      |
| 35  | Alex Triglia              | Italien        | Scudera Maranga Racing                  | Honda CBR 500 R    |
| 41  | Marc García               | Spanien        | Halcourier Racing                       | Yamaha YZF-R3      |
| 44  | Samuel Aaron Lochoff      | San Marino     | Samurai Racing                          | Yamaha YZF-R3      |
| 51  | Glenn van Straalen        | Nederländerna  | Vos - TKR Racing                        | Honda CBR 500 R    |
| 52  | Troy Bezuidenhout         | Sydafrika      | Team Toth                               | Yamaha YZF-R3      |
| 54  | Harun Cabuk               | Turkiet        | Kawasaki Puccetti Racing                | Kawasaki Ninja 300 |
| 55  | Galang Hendra Pratama     | Indonesien     | Team MOTOXRACING                        | Yamaha YZF-R3      |
| 56  | Nicola Bernabè            | Italien        | GP Project Team                         | Kawasaki Ninja 300 |
| 58  | Trystan Finocchiaro       | Storbritannien | Bierreti By 2R                          | Yamaha YZF-R3      |
| 61  | Daniel Blin               | Polen          | Wojcik FHP YART Racing Team             | Yamaha YZF-R3      |
| 62  | Jared Schultz             | Sydafrika      | DDM by BWG_Bike & Motor RT_Grimaldi     | Kawasaki Ninja 300 |
| 66  | Taz Taylor                | Storbritannien | Hel Performance - Benjan Racing         | Kawasaki Ninja 300 |
| 75  | Scott Deroue              | Nederländerna  | MTM HS Kawasaki                         | Kawasaki Ninja 300 |
| 77  | Andrea Sibaja Moreno      | Spanien        | Deza-Córdoba Patrimonio de la Humanidad | Honda CBR 500 R    |
| 79  | Chris Taylor              | Storbritannien | MTM HS Kawasaki                         | Kawasaki Ninja 300 |
| 80  | Armando Pontone           | Italien        | IODARacing                              | Yamaha YZF-R3      |
| 84  | Michael Carbonera         | Italien        | SK Racing                               | Yamaha YZF-R3      |
| 87  | Angelo Licciardi          | Belgien        | Team Trasimeno                          | Yamaha YZF-R3      |
| 88  | Mika Perez                | Spanien        | Wilsport Racedays                       | Honda CBR 500 R    |
| 91  | Luca Bernardi             | San Marino     | MotorZenit                              | Yamaha YZF-R3      |
| 94  | Carl Mitchell             | Storbritannien | Hopkins Racing                          | Kawasaki Ninja 300 |
| 95  | Giuseppe de Gruttola      | Italien        | SK Racing                               | Yamaha YZF-R3      |
| 97  | Maximilian Kappler        | Tyskland       | Freudenberg Racing-Team                 | Yamaha YZF-R3      |
| 99  | Paolo Grassia             | Italien        | 3570 Made in CIV                        | Kawasaki Ninja 300 |
| 121 | Kimi Patova               | Finland        | Kallio Racing                           | Yamaha YZF-R3      |
| 130 | Renzo Ferreira            | Brasilien      | Kallio Racing                           | Yamaha YZF-R3      |

Anmärkningar
1. 1 2  Wildcard på Assen
2. 1 2  Wildcard på Lauzitzring
3. ↑  t.o.m. Assen
4. ↑  från Imola
5. ↑  Wildcard från Motorland Aragon till Portimao
6. 1 2 3  Wildcard på Portimao
7. ↑  Wildcard på Misano
8. ↑  Ersatte Biddle på Portimao
9. ↑  Wildcard på Motorland Aragon
10. ↑  Wildcard in Imola und Misano
11. ↑  Ersatte Hopkins på Imola